# Rainbow Bridge (Tokio)
Rainbow Bridge (jap. レインボーブリッジ Reinbō burijji; Tęczowy Most) – most wiszący w północnej części Zatoki Tokijskiej w Tokio, łączący dzielnicę Shibaura ze sztuczną wyspą Odaiba.
Budowa mostu rozpoczęła się w 1987 roku i została zakończona w 1993 roku. Most ma długość 798 m, a długość jego najdłuższego przęsła wynosi 580 metrów.
Oficjalnie nazywany jest "Shuto Expressway No. 11 Daiba Route – Port of Tokyo Connector Bridge", jednakże przez mieszkańców została wybrana nazwa "Tęczowy Most" ("Rainbow Bridge"). Znany jest też jako "RB".
Pylony podtrzymujące płytę nośną mostu są pomalowane na biało w celu zachowania harmonii z widokami na Tokio z Odaiby.
Na linach umieszczone są lampy, które co noc rozświetlają most w trzech różnych barwach: czerwonej, białej i zielonej, korzystając z pobieranej w ciągu dnia energii z baterii słonecznych.
Od strony stałego lądu do mostu można dojść pieszo ze stacji Tamachi (JR East) lub Shibaura-futō (Yurikamome).

## Użytkowanie
Most ma dwa poziomy, na których są 3 linie transportowe. Na górnym poziomie mostu ulokowana jest Daiba Route. Na dolnym funkcjonuje szybka kolejowa linia transportowa Yurikamome razem z dwoma ścieżkami dla pieszych oraz tokijską drogą prefekturalną nr 482. Była ona wcześniej płatna, ale z powodu protestów opłaty zniesiono. Rowery oraz motocykle o pojemności silnika poniżej 50 cc nie mogą wjeżdżać na ścieżkę.

## Ścieżki dla pieszych
Most ma dwie oddzielne drogi dla pieszych po stronie północnej i południowej dolnego poziomu. Północna strona umożliwia widok na tereny portowe oraz Tokyo Tower, a od strony południowej można podziwiać Zatokę Tokijską oraz okazjonalnie szczyt Fudżi. Korzystać ze ścieżek można tylko w określonych godzinach:
- 9:00 – 21:00 latem;
- 10:00 – 18:00 zimą.